# Grone (eichsfeldisches Adelsgeschlecht)

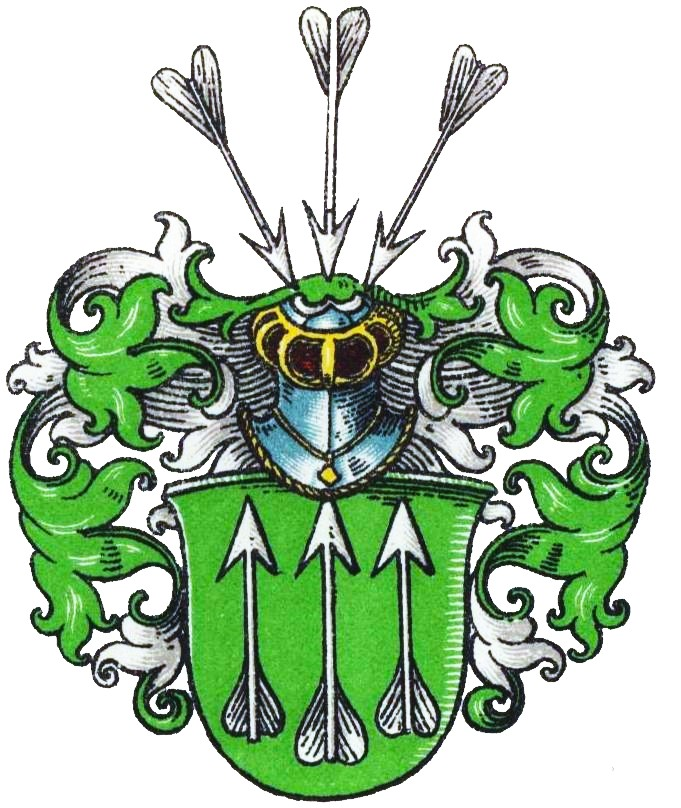
Wappen derer von Grone im Wappenbuch des Westfälischen Adels

Grone (auch Grona, Gröna, Gruna, Grunau o. ä.) ist der Name eines erloschenen Thüringer Adelsgeschlechts.
Die Familie ist zu unterscheiden von zwei gleichnamigen, aber wappenverschiedenen nichtverwandten Adelsgeschlechtern, den niedersächsischen Grone und den westfälischen Grone.

## Geschichte
Das Geschlecht stammt aus dem Eichsfeld. Den Großteil seiner Besitzungen hatte es in dem später zur Provinz Hannover gehörenden Teil des Eichsfelds. Es besaß aber auch Güter in anderen Teilen des Eichsfelds. Hermann von Grone war 1427 Vogt zu Allerberg. Sein Siegel zeigt das unten beschriebene Wappen. Wolf von Grunau besaß 1550 als Burgmann von Schweinitz ein Burglehen daselbst neben 10 freien Hufen, die er von Wolf von Löser gekauft hatte. Günzel von Grone lebte noch 1566 im Eichsfeld. Die Familie ist im 17. Jahrhundert erloschen.

## Wappen
Blasonierung: In Grün drei pfahlweise gestellte (teilweise auch 2:1 gestellte) silberne Pfeile (Spitze nach oben). Auf dem Helm mit grün-silbernen Helmdecken die drei Pfeile mit den Spitzen nach unten.